# Пятницкий, Николай Владимирович
Николай Владимирович Пятницкий (1893—1962) — участник Белого движения на Юге России, полковник, военный публицист.

## Биография
Сын надворного советника Владимира Константиновича Пятницкого. Уроженец села Армавир Кубанской области.
В 1912 году окончил 1-ю Екатеринодарскую гимназию и поступил на юридический факультет Санкт-Петербургского университета. Вскоре перешел на военную службу. В июле 1914 года окончил Владимирское военное училище, откуда выпущен подпоручиком в 49-й пехотный Брестский полк, в рядах которого и вступил в Первую мировую войну. Пожалован Георгиевским оружием
За то, что в бою у д. Кремпно 15 ноября 1914 года под убийственным ружейным и пулеметным огнем противника, личным примером увлек за собою свою роту, преодолел проволочные заграждения, выбил противника штыками из редута и захватил 54 нижних чина в плен.
Произведён в поручики 14 ноября 1915 года «за отличия в делах против неприятеля», в штабс-капитаны — 13 января 1916 года, в капитаны — 7 мая 1917 года. В 1917 году был награждён Георгиевским крестом 4-й степени с лавровой веткой
За то, что имея возможность из-за болезни ног оставаться при околотке, он, по собственному желанию, 24 июля 1917 года пошел с ротой в бой. Проявляя полное самоотвержение и служа для всех примером исполнения долга, под убийственным ружейным, пулеметным и артиллерийским огнем противника, он обходил свой участок и своей храбростью ободрял людей. Когда соседи не выдержали сильного неприятельского огня и отошли назад, он продолжал держаться на занимаемом им участке, чем дал возможность соседним ротам привести себя в порядок и возвратиться на обороняемую им линию. На следующий день соседние роты были вынуждены вновь отойти назад. Он продолжал держаться на своем участке и прикрывал своей ротой отход соседей, приняв на себя всю тяжесть неприятельского напора и огня всех наименований. Он был ранен в голову и в плечо и, несмотря на ранение, продолжал обходить людей своей роты по верху окопов, успокаивал их и тем способствовал удержанию наших позиций.
С началом Гражданской войны прибыл на Дон в Добровольческую армию. Участвовал в 1-м Кубанском походе, был командиром Кубанской батареи в чине есаула. В Вооруженных силах Юга России — начальник штаба 34-й пехотной дивизии, осенью 1919 года — штаб-офицер для поручений при штабе Кавказской армии, полковник. В начале 1920 года эвакуировался из Крыма на корабле «Константин». Галлиполиец.
В эмиграции во Франции с 1922 года. С 1925 года читал лекции по военному делу и военной истории. В 1932 году окончил Высшие военно-научные курсы в Париже (1-й выпуск), стал одним из ближайших сотрудников генерала Н. Н. Головина, был библиотекарем и казначеем Курсов, а затем преподавателем русской военной истории и помощником руководителя курсов. В 1936 году стал одним из основателей Русского национального союза участников войны, был помощником генерала Туркула и редактором газеты «Сигнал». Кроме того, состоял членом правления Национального объединения русских писателей и журналистов (с 1937), членом Общемонархического клуба и Общества любителей русской военной старины.  
После немецкой оккупации Франции, с конца 1943 года по август 1944 года Пятницкий руководил официальным печатным органом Управления делами русской эмиграции во Франции под названием «Парижский вестник». В конце Второй мировой войны вместе с генералом Туркулом участвовал в формировании частей РОА, был редактором газет КОНР «За Родину» и «Воля народа». После войны вернулся во Францию. В 1946 году был приговорен Парижским судом к 10 годам каторжных работ по обвинению в коллаборационизме. Впоследствии срок был сокращен, из тюрьмы Пятницкий вышел в 1952 году. Осенью 1953 года выступал с лекциями в Культурно-просветительном кружке в Париже. Продолжил работу в военно-исторической публицистике, был постоянным сотрудником журнала «Возрождение». В 1962 году состоял членом Особого комитета по изданию «Золотой книги русской эмиграции». Оставил обширный архив, большая часть работ не опубликована. 
В ноябре 1962 года покончил жизнь самоубийством. Похоронен на русском кладбище Сент-Женевьев-де-Буа.

## Награды
- Орден Святого Станислава 3-й ст. с мечами и бантом (ВП 4.02.1915)
- Георгиевское оружие (ВП 10.11.1915)
- Орден Святой Анны 3-й ст. с мечами и бантом (ВП 23.12.1915)
- Орден Святого Станислава 2-й ст. с мечами (ВП 19.04.1916)
- Орден Святой Анны 2-й ст. с мечами (ПАФ 05.05.1917)
- Георгиевский крест 4-й ст. с лавровой веткой (№ 907354)
- Британский Военный крест «М. С.»

## Сочинения
- Красная армия СССР / Полк. Н. В. Пятницкий; Офицер. шк. усоверш. воен. знаний при 1 отд. Рус. общевоин. союза в Париже. — Париж, 1931. — Вып. 1, Лекции 1—3: Красная армия и Коммунистическая партия: (Полит. устройство армии). — 67, [1] с., [6] л. ил.
- Красная армия СССР / Полк. Н. В. Пятницкий; Офицер. шк. усоверш. воен. знаний при 1 отд. Рус. общевоин. союза в Париже. — Париж, 1932.— Вып. 2: Военная организация Государственной обороны СССР: лекции 1—5. — 118, [2] с.
- Красная армия СССР / Полк. Н. В. Пятницкий; Офицер. шк. усоверш. воен. знаний при 1 отд. Рус. общевоин. союза в Париже. — Париж, 1933.— Вып. 3: Устройство войск Красной Армии и её доктрина. — 247, [1] с.
- Организация современной пехоты / Под ред. и руководством Н. Н. Головина. — [Paris, 19—]. — 15, [1] с.
- Пути возрождения России. — 1941.